# Let It Be (film)
Pour les articles homonymes, voir Let It Be.
Pour plus de détails, voir Fiche technique et Distribution.
Let It Be est un documentaire musical de Michael Lindsay-Hogg, sorti en mai 1970. Il montre les Beatles lors des répétitions et séances d'enregistrements, en janvier 1969, des chansons entendues sur l’album du même nom. En 1971, il reçoit l'Oscar de la meilleure partition de chansons originales. Commercialisé au format VHS, Betamax et LaserDisc en 1981, ce film, qui a depuis été non disponible dans le commerce, est finalement restauré et mis en ligne le 8 mai 2024 sur la plateforme Disney+.
L’objet de ce film change au fil de la production et devient un documentaire des Beatles jouant en direct en studio, créant leur prochain album, potentiellement intitulé Get Back, le tout s'achevant par un concert sur le toit de leur immeuble. Toutefois, au moment du tournage en janvier 1969, le groupe commence déjà à se disloquer, et ce film est perçu, à l'époque et pour les cinq décennies suivantes, comme étant le témoignage d’une partie des événements qui ont mené à sa séparation, annoncée un mois avant sa sortie.
En revanche, un nouveau montage intitulé The Beatles: Get Back, d'une durée d'environ huit heures sous forme d'une mini-série pour la télévision à partir de près de 60 heures de tournage, la plupart inédites, et de 150 heures de documents sonores, est diffusé sur Disney+ fin novembre 2021. Effectué par Peter Jackson, le réalisateur néo-zélandais réussi à démontrer que « la réalité est différente du mythe » et que l'ambiance sombre, tournant autour de l'implosion des Beatles au moment de l'enregistrement de Let It Be, perçue dans le film, présenté cinquante ans plus tôt, ne correspond pas tout à fait à la vérité.

## Synopsis

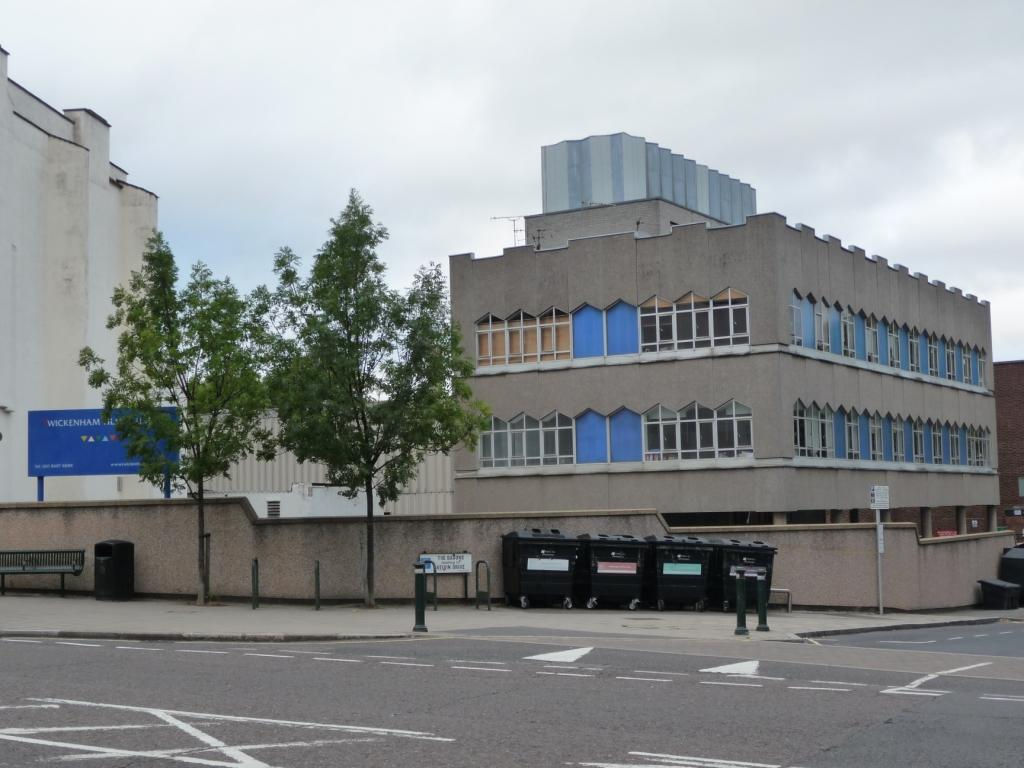
Twickenham Film Studios où sont filmées les premières scènes du film documentaire.

Le film s'ouvre avec un gros plan du célèbre logo des Beatles de la grosse caisse de la batterie de Ringo Starr. Cette membrane est transportée par Mal Evans qui, avec entre autres le second assistant du groupe, Kevin Harrington, fait la mise en place du studio de Twickenham au son d'une mélodie triste jouée au piano par Paul McCartney accompagné d'un Ringo Starr attentif. George Harrison les rejoint et la scène coupe pour montrer une répétition de groupe de Don't Let Me Down avec John Lennon. Celui-ci est presque toujours accompagné de sa future femme Yoko Ono, assise silencieuse à ses côtés. Des discussions s'ensuivent et la chanson de McCartney Maxwell's Silver Hammer est présentée aux membres du groupe par son auteur qui dicte les accords. Une répétition est ensuite entendue où les musiciens jouent la chanson accompagnés de Mal Evans qui frappe une enclume avec un marteau. Dans un moment cocasse, on voit ensuite Harrison recevoir deux petites décharges électriques de son microphone. Two of Us est répétée avec un rythme rapide avec Lennon et McCartney chantant dans le même microphone, ce dernier s'amusant à prendre momentanément le style d'Elvis. Il s'ensuit une répétition de I've Got a Feeling, en présence de George Martin, pour laquelle McCartney explique à Harrison sa vision de la transition descendante à la guitare. Au piano, Paul joue deux mesures de Oh! Darling puis discute des premières chansons du groupe, telle Just Fun, avec Michael Lindsay-Hogg qui déclare que One After 909, jouée la veille, est « fantastique ». On entend ensuite des répétitions de celle-ci. Une nouvelle journée commence avec McCartney et Starr s'amusant ensemble au piano avec un air boogie-woogie original et éphémère, I Bought a Piano the Other Day. Les répétitions de Two of Us reprennent et c'est à ce moment que Paul et George en viennent à une dispute. Une répétition de Across the Universe est entreprise suivi d'un autre titre de Lennon, Dig a Pony. L'inédit Suzy Parker est ensuite entendu, joué avec enthousiasme. Harrison présente I Me Mine à Starr et Lindsay-Hogg, puis McCartney et le producteur Glyn Johns se joignent au groupe. Une répétition à trois est entendue, avec un pont de flamenco, alors que John et Yoko valsent dans le plateau de tournage.

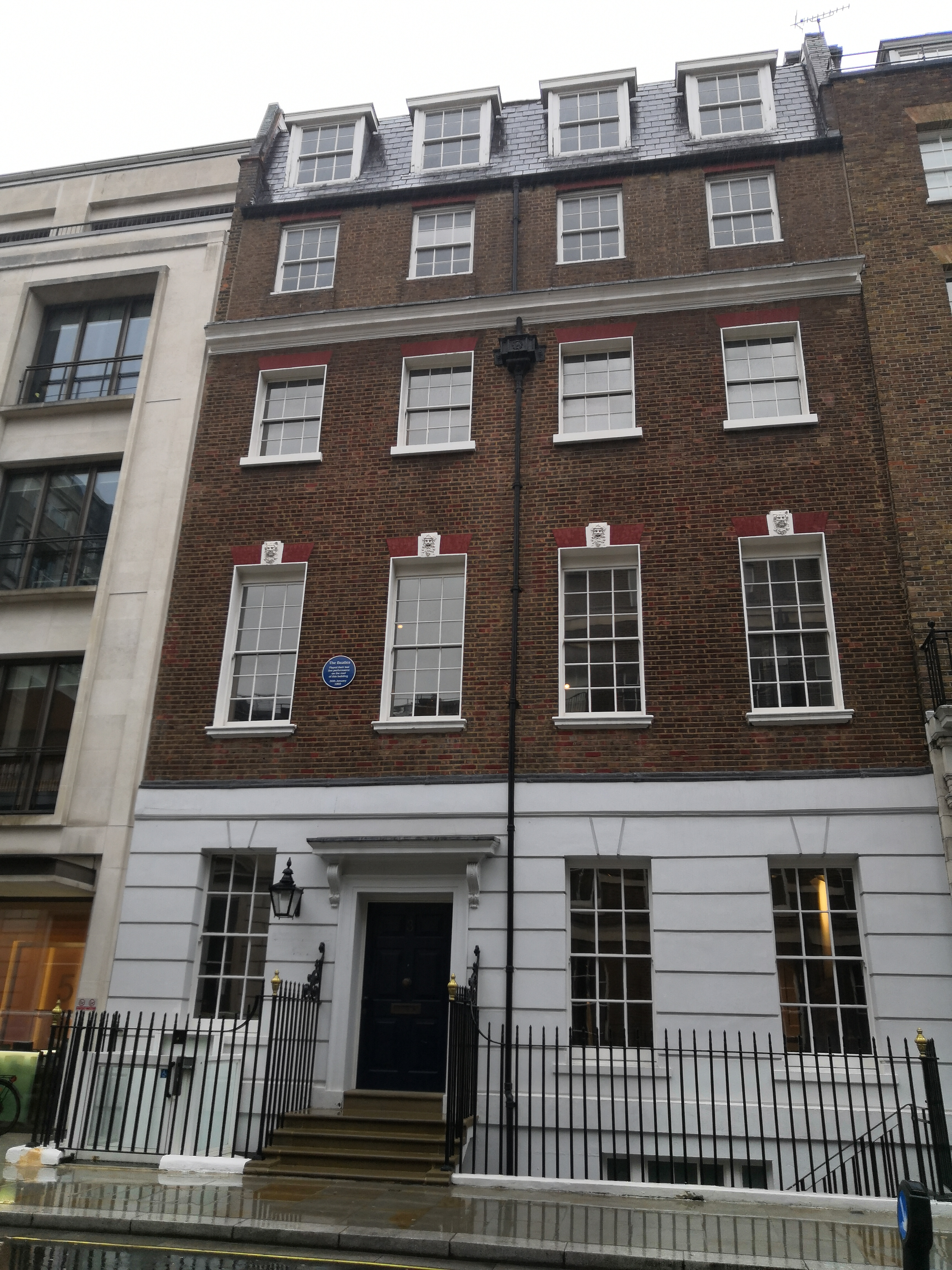
L'édifice qui abritait jadis les bureaux et le studio d'Apple Corps au 3, Savile Row.

Après un volet de transition, au son de l'intro de For You Blue, chaque membre du groupe est vu entrant dans leur édifice du 3, Savile Row. La prestation continue avec le groupe effectuant cette prise de la chanson dans leur studio avec Lennon à la guitare lap-steel. On coupe à John disant « I dig a pygmy… », la phrase humoristique qui ouvrira l'album, pour ensuite entendre McCartney discutant de leur passage à Rishikesh durant leur retraite en Inde avec le Maharishi l'année précédente. Une prestation enjouée de Bésame mucho est effectuée, ensuite, Ringo, aidé de George, tente d'étoffer sa composition Octopus's Garden, rejoint par George Martin qui improvise des arrangements et John Lennon qui s'installe à la batterie. À l'arrivée de McCartney accompagné de Heather, la fille de sa copine Linda Eastman qu'on n'aperçoit à peine, le groupe reprend le titre You Really Got a Hold on Me sur laquelle on voit Billy Preston pour la première fois. Le groupe répète ensuite, en rigolant, le titre The Long and Winding Road et s'amuse à reprendre les classiques Rip It Up, Shake, Rattle and Roll, Kansas City, Miss Ann (en) et Lawdy Miss Clawdy. Puis le groupe semble beaucoup s'amuser durant une improvisation de Dig It, avec Billy Preston toujours à orgue Hammond et George Martin au ganzá, dont un extrait sera placé sur l'album. On voit ensuite McCartney discuter, avec Lennon, de sa divergence d'opinion avec Harrison sur la réalisation du film et d'un spectacle. Des prestations formelles et complètes de Two of Us, Let It Be et The Long and Winding Road sont effectuées.
Après un second volet de transition, le film se termine avec le concert sur le toit. Le groupe s'y installe et joue Get Back, Don't Let Me Down, I've Got a Feeling, One After 909 et Dig a Pony. On voit des images des gens dans les fenêtres ou qui grimpent sur les toits pour avoir un aperçu de ce concert impromptu, on entend des commentaires, la plupart positifs mais certains négatifs, de badauds qui assistent de la rue et on est témoin de l'arrivée des agents de police. Une seconde prestation de Get Back est entendue durant laquelle les amplificateurs des guitares sont momentanément éteints par Mal Evans sous l'ordre des policiers. McCartney se moque gentiment d'eux dans la coda. À la fin du concert, Lennon présente ses remerciements et, à la blague, son souhait d'avoir réussi l'audition.
Un arrêt sur image clôt le documentaire d'origine sur lequel on entend dix-huit secondes d'une prise en studio de Get Back.

## Histoire
Le réalisateur Michael Lindsay-Hogg a collaboré avec les Beatles pour le tournage des films promotionnels de leurs chansons Paperback Writer et Rain en 1966 et Revolution et Hey Jude en 1968. Pour cette dernière prestation, tournée à Twickenham, le groupe est entouré d'un public et l'expérience est très appréciée de tous. En décembre 1968, le réalisateur tourne The Rock and Roll Circus, un évènement musical organisé par les Rolling Stones auquel participent notamment John Lennon et Yoko Ono. Aussitôt terminé, il se voit offrir, par Paul McCartney, l'opportunité de tourner un documentaire sur les répétitions d'un concert des Beatles.
L'idée initiale du projet était de filmer un concert intime du groupe jouant certaines chansons de l'Album blanc pour une émission spéciale destinée à la télévision. Parmi les scènes possibles, le Roundhouse de Londres et même le Cavern Club à Liverpool ont été évoqués. On choisi de faire les répétitions dans le même studio de Twickenham, où ils avaient déjà tourné des scènes pour A Hard Day's Night et Help!. Comme celui-ci n'est disponible qu'en janvier, deux mois après la sortie de l'album, l'idée de reprendre ces chansons est abandonnée et le groupe décide, avec les encouragements de McCartney, d'en enregistrer de nouvelles pour ce concert et produire leur prochain album. Le producteur Glyn Johns, habitué d'enregistrer des performances live, est donc recruté à partir du premier jour afin d'effectuer l'enregistrement des pistes studio et de ce futur concert.
À partir du 2 janvier 1969, moins de deux mois après avoir sorti son dernier album, accompagné d’une équipe de tournage et de Yoko Ono, assise à côté de John Lennon, le groupe se réunit et commence à répéter. L'ambiance semble tendue, des désaccords apparaissent, sans compter le fait que les membres du groupe n’apprécient pas les conditions dans lesquelles ils répètent dans cet endroit caverneux et froid, sous l'œil de deux caméras tournant presqu'en continu. Chaque jour, ils se présentent au studio le matin vers dix et onze heures, ce qui les change profondément de leurs séances nocturnes habituelles aux studios Abbey Road. « Nous n'arrivions pas à nous y habituer, se souviendra Lennon. Les studios Twickenham étaient devenus un endroit cauchemardesque, où il fallait se rendre matin après matin. Nous ne pouvions vraiment pas faire de la musique dès huit heures du matin ni même à dix heures, avec ces objectifs attachés à nos moindres gestes, avec tous les techniciens gravitant autour de nous, attentifs à fixer même nos bâillements ». Durant ces séances, les Beatles jouent de tout et de rien. Durant ce mois, le groupe aborde plus de quatre cent titres.
Le 10 janvier, George Harrison, excédé, quitte ses camarades durant cinq jours. Un article écrit par le journaliste Michael Housego, du journal Daily Sketch, affirme que Lennon et lui en seraient venus aux mains ce jour-là mais ceci est clairement démenti dans une scène du documentaire Get Back. Harrison consent à réintégrer le groupe à condition d'abandonner Twickenham pour se rabattre sur son propre studio, dans le sous-sol du bâtiment de leur compagnie Apple, au 3, Savile Row et d'oublier l'idée d'un concert. Il invite aussi leur ami Billy Preston qui accompagnera le groupe au piano électrique Fender Rhodes et à l’orgue Hammond. Toute cette mésaventure et sa résolution n’apparaissent pas dans le montage final; un volet de transition nous transporte du plateau Twickenham vers le studio Apple avec Preston déjà à son poste.
Le film inclut des versions complètes de The Long and Winding Road, Let It Be, Get Back, Don't Let Me Down, Two of Us, For You Blue, I Me Mine, I've Got a Feeling, Dig a Pony et One After 909. Cette dernière avait été enregistrée en 1963, placée aujourd'hui sur Anthology 1, mais laissée de côté à l'époque. Les clips des quatre premières chansons utilisent aussi les images de ce tournage qui sont aujourd'hui inclus dans les collections 1  ou  1+ publiées en 2015.
Le groupe y interprète également la reprise You Really Got a Hold on Me, déjà présente sur l'album With the Beatles, et montre qu'il retrouve volontairement le son de cette époque. On entend aussi le standard, Besame Mucho, que le groupe chantait à l'époque sur les scènes du Cavern Club et de Hambourg (un enregistrement pirate est disponible sur Live! at the Star-Club) et qu'il a enregistré dans les studios de Decca et d'EMI en 1962, ce dernier aujourd'hui disponible sur Anthology 1. Entendues lors du film, ces deux chansons ne figurent ni sur l'album Let It Be ni dans la série documentaire de 2021. Les improvisations Dig It et Maggie Mae, qui apparaissent sur l'album, sont entendues dans ces deux documentaires.

### Concert sur le toit
D'après son concept original, le film est censé s’achever par un concert, ce qui constituerait le premier du groupe depuis la prestation ultime de leur dernière tournée, le 29 août 1966, au Candlestick Park de San Francisco. Cependant, le groupe a du mal à s'accorder sur un format. McCartney suggère d’aller jouer dans un petit club, comme les Beatles le faisaient au début de leur carrière. Le réalisateur Lindsay-Hogg tient beaucoup à faire le spectacle dans le théâtre antique de Sabratha en Libye. Lennon suggère sarcastiquement qu’ils devraient jouer dans un asile. Ringo Starr, dont le tournage du film The Magic Christian doit débuter quelques jours plus tard, veut rester en Angleterre, tandis qu'Harrison se montre réticent à toute performance publique.
N’ayant pas réussi à se mettre d’accord sur quelque lieu que ce soit, les membres du groupe optent finalement pour un concert « privé » en plein air sur le toit de l’immeuble Apple, à Londres le 30 janvier 1969, accompagné de Billy Preston. Bien que la dernière journée du tournage se fera le lendemain et que les images qui y sont tournées sont placées avant celles du concert, le film se termine avec l'intervention policière pour mettre fin à la toute dernière prestation live des Beatles. Le film montre également des passants surpris par le son émanant du haut du bâtiment vers lequel ils lèvent la tête.

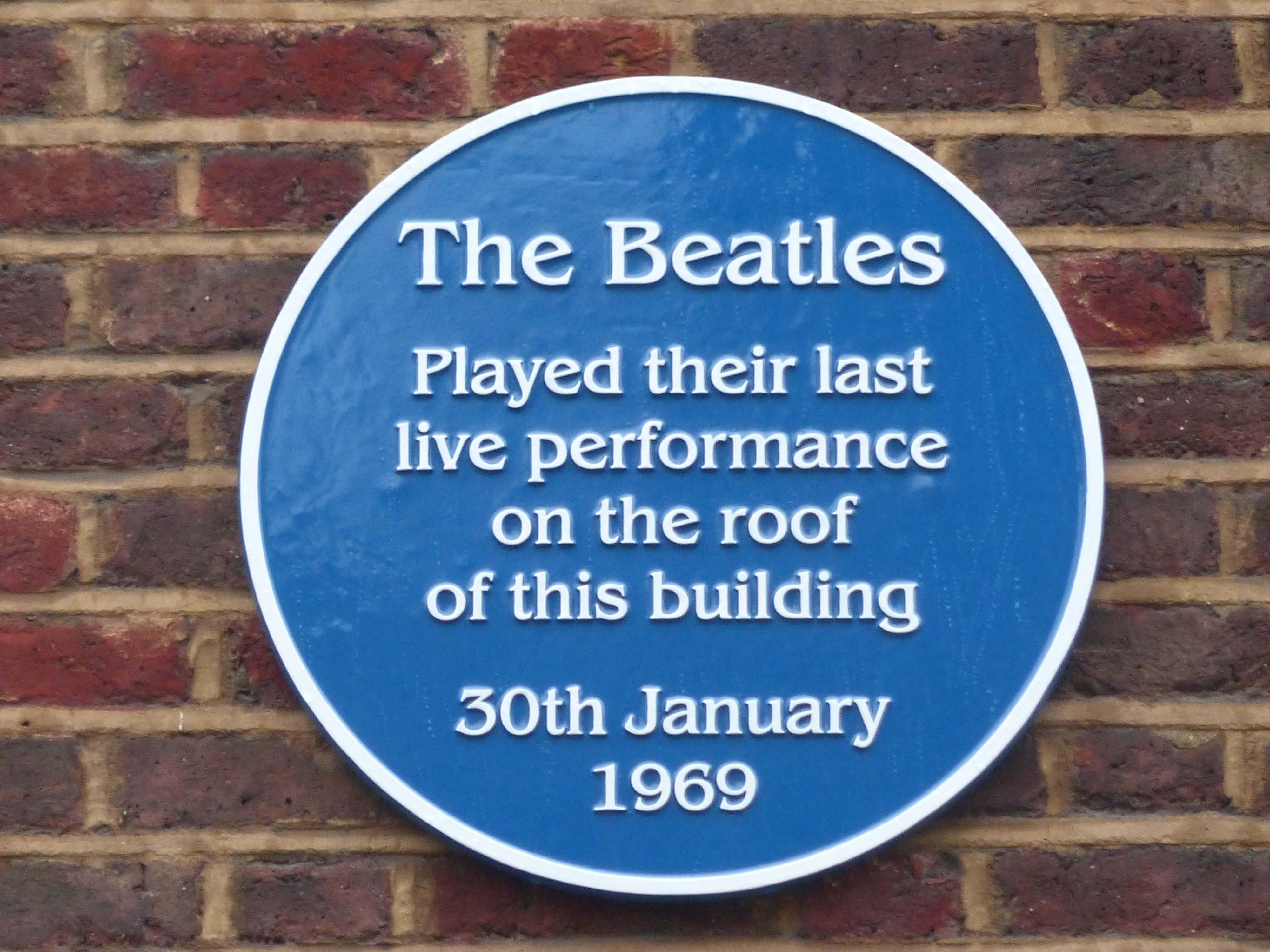
Une blue plaque orne la façade de 3, Savile Row où le concert en plein air a eu lieu.

Les Beatles y jouent cinq titres différents : Get Back (trois fois), Don't Let Me Down et I've Got a Feeling (deux fois), One After 909, Dig a Pony, une brève version du God Save the Queen, et, lors d'un arrêt de l'enregistrement, abordent rapidement I Want You (She's So Heavy), qui aboutira sur l’album Abbey Road. Après la dernière prestation de Get Back, on entend McCartney dire : « Thanks Mo’! » (« merci Mo' ! »), saluant ainsi les applaudissements enthousiastes et les encouragements de Maureen Starkey, la femme de Ringo. Avec humour, Lennon conclut le film et l'album en déclarant : « I'd like to say “thank you” on behalf of the group and ourselves, and I hope we passed the audition! » (« Je voudrais vous remercier au nom du groupe et de nous-mêmes, et j’espère que nous avons réussi l’audition ! »).
On voit plusieurs extraits de ce concert dans le documentaire Anthology (1995) et un medley des chansons Don't Let Me Down et I've Got a Feeling dans le film documentaire The Beatles: Eight Days a Week (2016). Ce « rooftop concert », qui a une durée de 42 minutes, est présenté au complet dans le documentaire The Beatles: Get Back en 2021 et la prestation entière est disponible en streaming audio.

### Epilogue
« Un mois avant sa sortie, les Beatles se séparaient officiellement. Les spectateurs sont donc allés voir Let It Be avec une profonde tristesse, pensant : « Je ne reverrai plus jamais les Beatles ensemble. Je ne retrouverai plus jamais cette joie », ce qui a profondément assombri la perception du film. »

— Michael Lindsay-Hogg
Le groupe a un sentiment de malaise face à sa présence au cinéma. Bien que leurs deux premiers films ont été bien reçus, à part Ringo qui se sent bien devant la caméra, les autres se trouvent gauche à l'écran, Lennon en particulier surtout après sa prestation dans How I Won the War. Le groupe a signé un contrat de trois films avec la United Artists et les avocats d'Apple se soucient que le film d'animation Yellow Submarine ne soit pas valable pour compléter ses obligations. Une adaptation cinématographique du Seigneur des Anneaux a été envisagée mais les droits leur sont refusés. Heureusement, le documentaire filmé en janvier pourra faire l'affaire.
Lorsque le tournage est complété, les kilomètres de rubans visuels et sonores découragent le groupe. L'idée originelle d'en faire une émission de télévision écartée, on décide de transférer les images en format 16 mm à celui de 35 mm pour une présentation en salle de cinéma. Ceci altère donc la qualité de l'image et oblige le repositionnement de toutes les prises de vues afin d'optimiser le cadrage pour un écran large en coupant horizontalement le haut et le bas de l'image. La durée du montage initial de Lindsay-Hogg était de trois heures et demie. En juillet, cette version est présentée aux quatre musiciens afin qu'ils puissent émettre leur commentaires. McCartney, Harrison et Starr ont tous trouvés que Lennon et sa muse étaient trop souvent à l'écran. Pour éviter de froisser le couple, Klein demande au réalisateur de se concentrer sur le groupe et sa musique. De cette façon, la présence de Yoko Ono, maintenant aperçue avec parcimonie, n'était dû qu'à un « choix purement artistique ». Le film aura une durée de quatre-vingt-une minutes.
La tâche de réaliser l'album est placée entre les mains de Glyn Johns et ses deux premières tentatives d'en faire un 33 tours sont mises de côté. À part la sortie du single Get Back / Don't Let Me Down, co-produit avec George Martin, le projet est mis en veilleuse jusqu'à la sortie du film. La troisième tentative de Johns d'en faire un album en janvier 1970 semble être la bonne, mais le disque est mis en veille. Phil Spector est finalement chargé de réaliser l'album à partir des très nombreuses heures d'enregistrements mais, en rajoutant un orchestre et des chœurs sur trois titres, il s'éloigne de l'idée de base d'avoir un son live. L'album Let It Be sort le 8 mai 1970 au grand dam de Paul McCartney qui déplore le résultat du mixage final.
Lors de sa première à Londres le 20 mai, aucun des Beatles n'est présent; de fait, ils n'ont jamais vu le montage final du film ,, ou même écouté l'album, ensemble. L'éditeur du magazine Rolling Stone, Jann Wenner, raconte que sa femme et lui avec John et Yoko, sont par hasard passé devant une salle de cinéma qui présentait le film à San Francisco en 1970. Sans être reconnus, le quatuor achète leur places et durant le visionnement, John est ému aux larmes de voir son groupe se disloquer de la sorte. 
En 1971, la bande originale se mérite l'Oscar de la meilleure partition de chansons ou adaptation musicale mais aucun membre du groupe n'est présent pour recevoir le prix; Quincy Jones, le directeur musical et chef d'orchestre de la soirée, l'acceptera en leur nom. McCartney sera par contre présent, la même année, lors de la cérémonie des Grammy Awards pour accepter le prix de la meilleure bande-originale.

## Fiche technique
- Titre : Let It Be
- Réalisation : Michael Lindsay-Hogg
- Production : Neil Aspinall, Mal Evans, The Beatles
- Société de production : Apple Corps
- Société de distribution : United Artists
- Musique : John Lennon, Paul McCartney, George Harrison, Ringo Starr
- Photographie : Anthony B. Richmond
- Son : Peter Sutton
- Pays d'origine : Royaume-Uni
- Format : Couleurs (Eastmancolor) - 16 mm – 1.37:1 - mono
- Genre : Documentaire
- Durée : 81 minutes

## Distribution
- Paul McCartney
- John Lennon
- George Harrison
- Ringo Starr
- Mal Evans
- Yoko Ono
- Billy Preston
- George Martin
- Michael Lindsay-Hogg
- Heather McCartney
- Kevin Harrington

## Chansons interprétées par les Beatles dans le film
Toutes sont signées Lennon/McCartney, sauf indication contraire. L'astérisque dénote une chanson qui sera finalisée pour l'album Abbey Road et le symbole ‡, une prestation inédite au film. Les autres sont placées sur l'album Let It Be ou, pour Don't Let Me Down, sortie en single.
- Intro au piano de Paul McCartney‡ (basée sur Adagio pour cordes de Samuel Barber[réf. nécessaire])[n 5] (interprétation informelle)
- Don't Let Me Down (répétition et version complète)
- Maxwell's Silver Hammer* (séance de travail)
- Two of Us (répétition et version complète)
- I've Got a Feeling (répétition et version complète)
- Oh! Darling* (extrait)
- One After 909 (répétition et version complète)
- Jazz Piano Song (Lennon/McCartney/Starkey)‡[n 6] (improvisation)
- Across the Universe (extrait)
- Dig a Pony (répétition et version complète)
- Suzy Parker (Lennon/McCartney/Harrison/Starkey)‡ (extrait)
- I Me Mine (George Harrison) (répétition)
- For You Blue (Harrison) (version complète)
- Bésame mucho (Consuelo Velázquez/Sunny Skylar)‡[n 7] (interprétation informelle)
- Octopus's Garden (Starkey)* (séance de travail)
- You Really Got a Hold on Me (Smokey Robinson)‡[n 8] (interprétation informelle)
- The Long and Winding Road (répétition et version complète)
- Medley : Rip It Up (Robert Blackwell/John Marascalco) / Shake Rattle and Roll (Charle E. Calhoun)‡[n 9] (interprétations informelles)
- Medley : Kansas City (Jerry Leiber et Mike Stoller) / Miss Ann (Richard Penniman/Enotris Johnson (de)) / Lawdy Miss Clawdy (Lloyd Price)‡ (interprétations informelles)
- Dig It (Lennon/McCartney/Harrison/Starkey) (extrait)
- Let It Be (version complète)
- Get Back (versions complète et incomplète)

## Distinctions

### Récompenses
- Oscars 1971 : Meilleure partition de chansons ou adaptation musicale
- Grammy Awards 1971 : Meilleure bande-originale

## Sorties
Le film est projeté en avant-première aux États-Unis le 13 mai 1970. La première du film a lieu au Liverpool Gaumont le 20 mai 1970, peu après leur séparation. Aucun Beatle n'y assiste.

### Sorties cinéma
- États-Unis : 13 mai 1970
- Royaume-Uni : 20 mai 1970
- France : 26 juin 1970[23]
- Allemagne : 20 juillet 1970
- Autriche : août 1970
- Danemark : 12 août 1970
- Finlande : 21 mai 1970
- Suède : 14 septembre 1970
- Argentine : 22 octobre 1970
- Espagne : 19 novembre 1971 (Madrid); 29 décembre 1971 (Barcelone)

## Accueil
Sorti à la même époque de l'annonce de la séparation du groupe, la perception de ce film a été généralement négative autant par le public que les critiques. La version d'origine du film avait une durée de près d'une heure de plus. En coupant les scènes à la suite des commentaires des membres du groupe, la trame narrative est devenue presque inexistante. Il n'est jamais mention du but final de ce documentaire: un film, un album, le concert sur le toit ? Le changement de scène entre le plateau de tournage Twickenham et le studio d'Apple n'est pas non plus expliqué, ni la présence de Billy Preston. Le départ de Harrison est complètement effacé et mise à part la mélodie mélancolique du début, la prise de bec entre celui-ci et McCartney ou la discussion de ce dernier avec un Lennon plutôt silencieux, le groupe semble tout de même bien s'entendre tout au long du documentaire. Il faudra attendre 50 ans après sa sortie au cinéma pour avoir un aperçu plus complet de ce qui c'est réellement passé durant ce mois grâce à la télésérie The Beatles: Get Back.
Peter Jackson, le réalisateur de ce documentaire, a évité le plus possible d'utiliser les mêmes images que celles du film et met en lumière une trame narrative étoffée, comparativement à celle du film de Lindsay-Hogg. On y voit sur huit heures un résumé chronologique du déroulement de chacune des vingt-et-une journées de tournage. Ce faisant, on voit les chansons prendre forme mais sans les entendre au complet, sauf pour celles du concert sur le toit qui est vu en entier. On entend aussi les nombreuses discussions afin de trouver une finale au projet. On est témoin des interactions des Beatles entre eux et leur entourage dont le dénouement de la dispute entre McCartney et Harrison et le départ de ce dernier quelques jours plus tard et surtout son retour tout sourire la semaine suivante. Le réalisateur néo-zélandais déclare : « J'ai constaté comment le montage original du réalisateur Michael Lindsay-Hogg était paralysée par la politique interne, les retards, les limitations techniques et les obligations promotionnelles. […] Je me suis rendu compte que beaucoup de souvenirs de Paul et Ringo de janvier 69 sont en réalité le souvenir du film Let It Be […] sorti […] à l'époque où ils se séparaient […] une période très stressante pour eux; une période très malheureuse. » Cette série de téléréalité devient en quelque sorte un très long making-of.

## Disponibilité

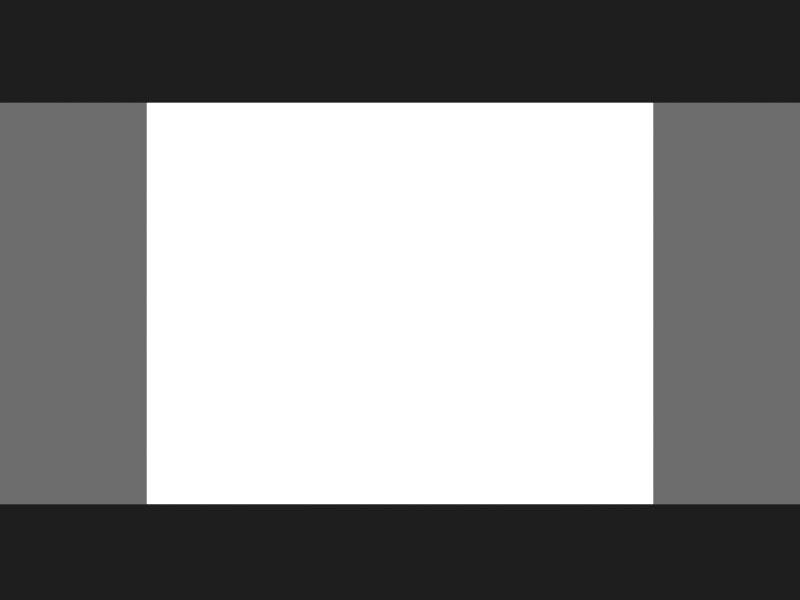
Rognage de l'image : L'image complète représente le film 16 mm d'origine, vu en 2024. Les sections vertes et blanche, la version présentée au cinéma en 1970 et le rectangle blanc, la version éditée pour la télévision en 1981 (approximations).

Après sa sortie en salles en 1970, ce film ne sera présenté que rarement à la télévision et pourra être vu dans des salles de cinéma de répertoire durant la décennie. Le film n’est plus en circulation depuis sa sortie en 1981 dans les formats VHS (#4508-20), Betamax (#4508-30) et LaserDisc (#4508-80) par la 20th Century Fox en collaboration avec la Magnetic Video Corporation et en format vidéodisque par RCA (#RCA 01411/CM11E-V105172) utilisant la technologie mal-aimée Capacitance Electronic Disc (en) (CED). Ces copies sont d'une qualité nettement moindre que l’original sorti au cinéma. Cette fois, les images sont tirées de la version 35mm, qui sont déjà réduites, modifiées à un format 4/3 en coupant verticalement la droite et la gauche de la pellicule. Les DVD pirates du film sont en général issus de la copie VHS. Le film est diffusé en 1982 sur la BBC et en Allemagne l'année suivante.
En 1995, le réalisateur et archiviste d'Apple, Ron Furmanek (en) a effectué une restauration du concert au Shea Stadium (en) et du film Let It Be mais qui ne seront pas commercialisées. Certaines séquences seront par contre utilisées dans le documentaire Anthology. Dans une interview donnée en février 2007, Neil Aspinall, patron d’Apple Corps, s’exprime sur le projet d’une nouvelle remasterisation du film pour une sortie officielle en DVD afin d'accompagner la sortie de l'album Let It Be… Naked : « Le film était très controversé au moment de sa sortie. Quand nous sommes arrivés à mi-chemin de sa restauration, et que nous avons vu le résultat, nous avons réalisé que ce matériel restait polémique, et que beaucoup de vieux problèmes y refaisaient surface »,. Le caractère sombre du film où l'on voit le groupe qui semble en pleine implosion, a poussé Paul McCartney et Ringo Starr à s'opposer à sa réédition en DVD. En revanche, McCartney a déclaré, en 2018, qu'un nouveau montage plus positif, qui utiliserait d'autres séquences parmi les « 56 heures » qui ont été tournées (et à l'aide des 150 heures d'archives sonores), sortirait en 2020 pour célébrer le cinquantième anniversaire de sa sortie.
Le 30 janvier 2019, le jour du cinquantième anniversaire du concert sur le toit, Apple Corps annonce, qu'en plus de la restauration du film d'origine, ce nouveau documentaire verra bien le jour et sera réalisé par Peter Jackson, le réalisateur du Seigneur des Anneaux. Il sortirait en salles le 4 septembre 2020, distribué par Walt Disney Studios. Une première fois repoussé au 27 août 2021 à cause de la pandémie de Covid-19, il est finalement annoncé, en juin 2021, que ce sera plutôt un documentaire télévisé de trois épisodes de plus de deux heures chacun qui pourra être visionné sur la plateforme Disney+.
Là où en 1970, Michael Lindsay-Hogg, avait, par ses choix de montage, participé à la légende de la dislocation du groupe, Jackson prend un angle différent dans la volonté de casser le mythe. Paul McCartney, qui a pu visionner le travail du réalisateur néo-zélandais, déclare ainsi : « il est évident que nous nous sommes bien amusés ensemble. On peut voir que nous nous respectons et que nous produisons de la musique, et c'est un vrai bonheur de voir tout ça se dévoiler ». Ringo Starr explique de son côté « il y a eu des heures et des heures où nous n'avons fait que nous marrer et jouer de la musique. Il y a eu beaucoup de bonheur et je pense que Peter montre cela. Je pense que sa version sera beaucoup plus « paix et amour », ce que nous étions réellement ». Peter Jackson insiste : « La réalité est très différente du mythe. Après avoir passé en revue toutes les images et l'audio tournées par Michael Lindsay-Hogg 18 mois avant la séparation du groupe, il s'agit d'un trésor historique. Il y a certainement des moments de tension, mais rien de la discorde avec laquelle ce projet a longtemps été associé ».
À partir du 25 novembre 2021, la télésérie The Beatles: Get Back commence sa diffusion en streaming mais la réédition du film Let It Be, qui a été annoncée en 2019, se fait attendre.

### «Enfin…» la réédition de 2024

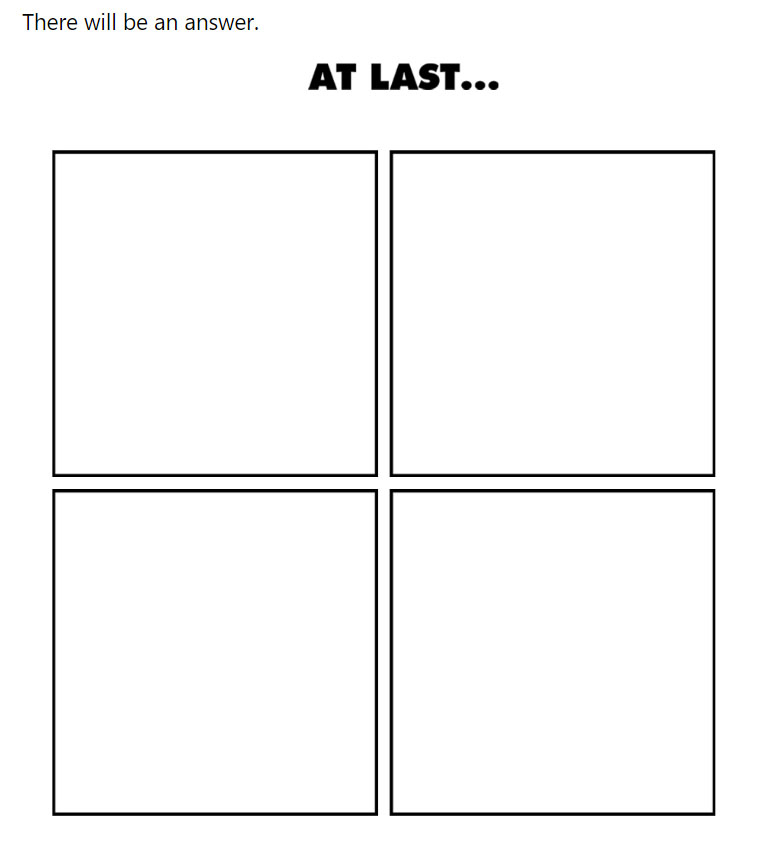
Image du teaser de l'annonce de la réédition de 2024.

Le 15 avril 2024, le site web The Beatles, et les réseaux sociaux du groupe, annonce « There will be an answer. At last… » (« Il y aura une réponse. Enfin… »), tiré d'un vers de la chanson titre, avec quatre cadres noirs sur fond blanc dans la même position que l'affiche du film. Le logo de Disney+ laisse présager sa sortie imminente. Le lendemain, il est annoncé que le film de Michael Lindsay-Hogg, restauré et remixé par Peter Jackson et son équipe, sera mis en ligne le 8 mai, exclusivement sur cette plateforme.
Les jours précédents la ressortie, on publie, sur les réseaux sociaux du groupe, la bande annonce, calquée sur celle produite en 1970, quatre clips promotionnels, chacun plaçant un des membres du groupe en avant plan, et un dernier avec des commentaires des deux réalisateurs.
Jackson, qui a tenté le plus possible d'utiliser des images non retenues dans le documentaire de 1970, explique que « les deux projets se soutiennent et se renforcent mutuellement : Let It Be est le point culminant de Get Back, tandis que Get Back fournit un contexte vital manquant pour Let It Be ». Jackson a conservé le format 4/3 des pellicules 16 mm d'origine, ce qui fait en sorte qu'on peut voir pour la première fois toute l'image captée par les cinéastes en 1969. À la demande de Lindsay-Hogg, il a aussi donné une touche plus « filmique » aux images et moins « moderne et numérique » que celles de son documentaire. On rajoute au film, une courte introduction, Get Back to Let It Be, qui consiste en une conversation à distance effectuée en avril 2023 à propos du projet entre Peter Jackson, filmé à Wellington en Nouvelle Zélande, et Michael Lindsay-Hogg, à New York aux États-Unis. Cette réédition à l'identique élimine tout de même les volets de transitions ainsi que l'arrêt sur image final, et sa courte reprise de Get Back, pour se terminer avec une coupe au noir qui mène à un générique beaucoup plus complet, accompagné de répétitions des chansons Oh! Darling, l'inédite The River Rhine (bien que non identifiée) et I Lost My Little Girl (en). Plusieurs différences sont par contre entendues dans la trame sonore.
Le 10 mai, Apple met en ligne un vidéoclip de la chanson éponyme, réalisé par Lindsay-Hogg, cette fois avec la version de la chanson tirée de l'album, utilisant certaines images qui restaient encore inédites.